# 2017 en musique
| \| • Retour à la chronologie générale de la musique populaire • \| |
| XXIe siècle • XXe siècle • XIXe siècle • XVIIIe siècle XVIIe siècle • XVIe siècle • XVe siècle • XIVe siècle XIIIe siècle • XIIe siècle • XIe siècle • Xe siècle IXe siècle • VIIIe siècle • Haut Moyen Âge • Rome • Grèce |
| • Retour à la chronologie générale de la musique populaire • |

| • Retour à la chronologie générale de la musique populaire • |

| Années de la musique populaire : 2014 - 2015 - 2016 - 2017 - 2018 - 2019 - 2020    |
| Décennies de la musique populaire : 1980 - 1990 - 2000 - 2010 - 2020 - 2030 - 2040 |

Cet article présente les faits marquants de l'année 2017 en musique.

## Faits marquants

### En France
- 32 millions d'albums sont vendus en France en 2017[1].
- Décès de Jeanne Moreau et Johnny Hallyday.

### Dans le monde
- Despacito de Luis Fonsi devient le clip le plus visionné sur YouTube.
- 22 mai : Un attentat-suicide a lieu à la sortie du concert d'Ariana Grande à Manchester, faisant une vingtaine de victimes.
- Décès de Chester Bennington, Chuck Berry, Robert Miles, Chris Cornell, Tom Petty, Fats Domino et Lil Peep.

## Disques sortis en 2017
- Albums sortis en 2017
- Singles sortis en 2017

## Succès de l'année en France (singles)

### Chansons classées Numéro 1
Cette liste présente, par ordre chronologique, tous les titres s'étant classés à la première place des ventes durant l'année 2017.
- The Weeknd & Daft Punk : I Feel It Coming
- Ed Sheeran : Shape of You
- Luis Fonsi & Daddy Yankee : Despacito
- Indochine : La vie est belle
- Katy Perry, Pharrell Williams & Calvin Harris : Feels
- Alice Merton : No roots
- Naughty Boy & Beyoncé : Runnin’ (lose it all)
- Damso & Kalash : Mwaka Moon
- Ofenbach : Katchi
- Ed Sheeran : Perfect
- Johnny Hallyday : Je te promets

### Chansons francophones
Cette liste présente, par ordre alphabétique, tous les titres francophones s'étant classés plus d'une semaine parmi les 15 premières places du Top 50 durant l'année 2017.
- Bigflo et Oli : Dommage
- Calogero : Je joue de la musique
- Dadju : Reine
- Damso : Macarena
- Damso & Kalash : Mwaka moon
- Eddy de Pretto : Kid
- Indochine : La vie est belle
- Julien Doré : Coco câline
- KeBlack : Bazardée
- Lartiste & Awa Imani : Chocolat
- Lartiste : Catchu
- Louane : On était beau
- Louane : Si t'étais là
- MC Solaar : Sonotone
- Niska : Réseaux
- Orelsan : Basique
- Soprano : Roule
- Soprano & Marina Kaye : Mon Everest
- Vianney : Je m’en vais
- Vitaa : Peine et pitié

### Décès de Johnny Hallyday
Le décès de Johnny Hallyday a suscité une grande émotion en France. Plusieurs de ses titres se sont alors classés plus d'une semaine parmi les 15 premières places du Top 50 durant l'année 2017.
- Je te promets
- L'Envie
- Quelque chose de Tennessee
- Vivre pour le meilleur
- Diego libre dans sa tête
- Que je t'aime
- Requiem pour un fou
- Sang pour sang
- Marie
- Allumer le feu
- Laura

### Chansons non francophones
Cette liste présente, par ordre alphabétique, tous les titres non francophones s'étant classés plus d'une semaine parmi les 10 premières places du Top 50 durant l'année 2017.
- Alice Merton : No roots
- Bruno Mars : 24k magic
- Burak Yeter : Tuesday
- Camila Cabello : Havana
- Charlie Puth : Attention
- Clean Bandit & Sean Paul : Rockabye
- David Guetta & Justin Bieber : 2U
- DJ Khaled & Rihanna : Wild thoughts
- Ed Sheeran : Shape of you
- Ed Sheeran : Castle on the hill
- Ed Sheeran : Perfect
- Enrique Iglesias : Súbeme la radio
- French Montana : Unforgettable
- Harry Styles : Sign of the times
- Imagine Dragons : Believer
- J Balvin & Willy William : Mi gente
- Jain : Makeba
- Jason Derulo & Nicki Minaj : Swalla
- Jax Jones feat. Raye : You Don't Know Me
- Kaleo : Way down we go
- Katy Perry : Chained to the rhythm
- Katy Perry : Bon appétit
- Katy Perry, Pharrell Williams & Calvin Harris : Feels
- Kygo & Selena Gomez : It ain’t me
- Loïc Nottet : Million eyes
- LP : Lost on you
- Luis Fonsi & Daddy Yankee : Despacito
- Mariah Carey : All I want for Christmas is you
- Naughty Boy & Beyoncé : Runnin' (lose it all)
- Ofenbach : Be mine
- Ofenbach : Katchi
- Petit Biscuit : Sunset Lover
- Pink : What about us
- Portugal. The Man : Feel it still
- Post Malone : Rockstar
- Rag'n'Bone Man : Human
- Rag'n'Bone Man : Skin
- The Chainsmokers & Coldplay : Something Just like This
- The Weeknd & Daft Punk : I feel it coming
- Zayn & Taylor Swift : I don’t wanna live forever
- Zayn & Sia : Dusk till dawn

## Succès de l'année en France (albums)
Cette liste présente, par ordre alphabétique, les albums sortis en 2017 ayant obtenu une certification Platine ou Diamant en France.

### Doubles disques de diamant (plus d'un million de ventes)
- Dadju : Gentleman 2.0
- Damso : Ipséité
- Orelsan : La fête est finie

### Disques de diamant (plus de 500 000 ventes)
- Bigflo et Oli : La Vraie Vie
- Booba : Trône
- Ed Sheeran : ÷
- Imagine Dragons : Evolve
- Indochine : 13
- Louane : Louane
- Ninho : Comme prévu
- Niska : Commando

### Triples disques de platine (plus de 300 000 ventes)
- Amir : Addictions
- Calogero : Liberté chérie
- Djadja et Dinaz : Dans l'arène
- Elton John : Diamonds
- Jul : Je ne me vois pas briller
- Jul : La tête dans les nuages
- Kids United : Forever United
- Lacrim : Force & Honneur
- Lacrim : R.I.P.R.O. Volume III
- Lomepal : Flip
- Naps : Pochon bleu
- On a tous quelque chose de Johnny
- Rag'n'Bone Man : Human

### Doubles disques de platine (plus de 200 000 ventes)
- Alonzo : 100 %
- Billie Eilish : Don't Smile at Me
- Dua Lipa : Dua Lipa
- Florent Pagny : Le Présent d'abord
- Hamza : 1994
- Juliette Armanet : Petite amie
- Kaaris : Dozo
- Kendrick Lamar : Damn
- Les Enfoirés : Mission Enfoirés
- -M- : Lamomali
- Michel Sardou : Le Choix du fou
- SCH : Deo Favente
- U2 : Songs of Experience
- Vald : Agartha
- Vitaa : J4M

### Disques de platine (plus de 100 000 ventes)
- Aldebert : Enfantillages 3
- Aya Nakamura : Journal intime
- Ben Mazué : La Femme idéale
- Bernard Lavilliers : 5 minutes au paradis
- Brigitte : Nues
- Cigarettes After Sex : Cigarettes After Sex
- Cinquante nuances plus sombres
- Columbine : Enfants terribles
- Depeche Mode : Spirit
- Drake : More Life
- DTF : Sans rêves
- Eddy Mitchell : La même tribu
- Eminem : Revival
- Gauvain Sers : Pourvu
- Harry Styles : Harry Styles
- Hornet La Frappe : Nous-mêmes
- Julien Clerc : À nos amours
- Kalash : Mwaka Moon
- Kalash Criminel : Oyoki
- KeBlack : Premier étage
- Keen'V : 7
- Kygo : Kids in Love
- La La Land
- Les Gardiens de la Galaxie Vol. 2
- Les Insus : Les Insus Live
- London Grammar : Truth Is a Beautiful Thing
- Lou : Lou
- Luis Fonsi : Despacito & mis grandes exitos
- Maroon 5 : Red Pill Blues
- MC Solaar : Géopoétique
- Mister V : Double V
- Naza : Incroyable
- Niro : OX7
- Patrick Fiori : Promesse
- Pink : Beautiful Trauma
- Rim'K : Fantôme
- Roméo Elvis : Morale 2
- Sadek : #VVRDL
- Sardou et nous…
- Siboy : Spécial
- Sofiane : Bandit Saleté
- Sofiane : #JesuispasséchezSo
- Taylor Swift : Reputation
- The Chainsmokers : Memories...Do Not Open
- XXXTentacion : 17

## Succès internationaux de l’année
Cette liste présente, par ordre alphabétique, les trente titres et albums ayant eu le plus de succès dans les charts internationaux en 2017,.

### Singles
- Adele : Water under the bridge
- Brett Young : In case you didn't know
- Bruno Mars : 24K Magic
- Bruno Mars : That's what I like
- Camila Cabello : Havana
- Charlie Puth : Attention
- Childish Gambino : Redbone
- Clean Bandit & Sean Paul : Rockabye
- DJ Khaled, Justin Bieber & Lil Wayne : I'm the One
- DJ Khaled, Rihanna & Bryson Tiller : Wild thoughts
- Dua Lipa : New Rules
- Ed Sheeran : Shape of You
- Ed Sheeran : Castle on the Hill
- Ed Sheeran : Perfect
- Ed Sheeran : Galway Girl
- French Montana & Swae Lee : Unforgettable
- Imagine Dragons : Believer
- Julia Michaels : Issues
- Kendrick Lamar : Humble
- Logic & Alessia Cara : 1-800-273-8255
- Luis Fonsi & Daddy Yankee : Despacito
- Macklemore & Skylar Grey : Glorious
- Post Malone & 21 Savage : Rockstar
- Sam Hunt : Body like a back road
- Sam Smith : Too Good at Goodbyes
- Shawn Mendes : Mercy
- Taylor Swift : Look what you made me do
- The Chainsmokers & Coldplay : Something Just like This
- The Weeknd & Daft Punk : I Feel It Coming
- Zayn Malik & Taylor Swift : I Don't Wanna Live Forever

### Albums
- 50 nuances plus sombres
- Big Sean : I Decided
- Bruno Mars : 24K Magic
- Calvin Harris : Funk Wav Bounces Vol. 1
- Chris Stapleton : From a room : volume 1
- DJ Khaled : Grateful
- Drake : More Life
- Ed Sheeran : ÷
- Foo Fighters : Concrete and Gold
- Future : Future
- Future : HNDRXX
- Halsey : Hopeless Fountain Kingdom
- Harry Styles : Harry Styles
- Jay-Z : 4:44
- Kendrick Lamar : Damn
- Lana Del Rey : Lust for Life
- Les Trolls
- Lil Uzi Vert : Luv Is Rage 2
- Linkin Park : One More Light
- Logic : Everybody
- Lorde : Melodrama
- Luke Bryan : What Makes You Country
- Migos : Culture
- NF : Perception
- Pink : Beautiful Trauma
- Sam Smith : The Thrill of It All
- Shania Twain : Now
- Taylor Swift : Reputation
- The Chainsmokers : Memories...Do Not Open
- Vaiana : La Légende du bout du monde

## Concerts
- Michel Sardou, en tournée avec La dernière danse, notamment à La Seine musicale[6].
- Depuis ses studios parisiens, RTL 2 offre à ses auditeurs un concert de Depeche Mode, le 21 mars 2017[7].
- One Love Manchester : 4 juin 2017
- Les Little Mix se produisent à Paris le 8 juin au Zénith de Paris.
- Phil Collins se produit pour deux concerts en France, après douze ans d'absence, les 18 et 19 juin 2017[8].

## Récompenses
- États-Unis : 60e cérémonie des Grammy Awards
- États-Unis : American Music Awards 2017 (en)
- États-Unis : MTV Video Music Awards 2017
- États-Unis : 2017 Billboard Music Awards (en)
- Europe : 2017 MTV Europe Music Awards (en)
- Europe : Concours Eurovision de la chanson 2017
- France : 33e cérémonie des Victoires de la musique
- France : NRJ Music Awards 2017
- Québec : 39e gala des prix Félix
- Royaume-Uni : Brit Awards 2017

## Formations et séparations de groupes
- Groupe de musique formé en 2017
- Groupe musical séparé en 2017

## Décès
- 4 janvier :  Hervé Brousseau, chanteur québécois.
- 8 janvier :  Peter Sarstedt, auteur-compositeur-interprète britannique.
- 10 janvier :  Buddy Greco, chanteur et pianiste américain.
- 11 janvier :  Tommy Allsup, guitariste américain de rock 'n' roll et de country.
- 12 janvier :  Meir Banai, chanteur et auteur-compositeur israélien.
- 13 janvier :  Sven, guitariste français de Parabellum.
- 16 janvier :  William Onyeabor, chanteur nigérian.
- 19 janvier :  Loalwa Braz, chanteuse brésilienne.
- 22 janvier :  Jaki Liebezeit, batteur allemand.
- 24 janvier :  Butch Trucks, batteur américain.
- 25 janvier :  Ronnie Davis, chanteur de reggae jamaïcain.
- 28 janvier :  Geoff Nicholls, claviériste et guitariste britannique.
- 31 janvier :  John Wetton, bassiste, chanteur et guitariste britannique.
- 5 février :  David Axelrod, compositeur, arrangeur et producteur américain.
- 7 février :  Svend Asmussen, violoniste danois.
- 12 février :  Al Jarreau, chanteur jazz, soul, funk et pop américain.
- 16 février :  Maurice Vander, pianiste français de jazz.
- 18 février :  Clyde Stubblefield, batteur américain.
- 19 février :  Larry Coryell, guitariste américain de jazz.
- 23 février : - Horace Parlan, pianiste de jazz américain puis danois.
- 24 février :  Fumio Karashima, pianiste japonais de jazz.
- 3 mars :  Misha Mengelberg, compositeur et pianiste néerlandais de jazz.
- 4 mars :  Valerie Carter, chanteuse américaine.
- 10 mars :  Joni Sledge, chanteuse américaine, membre de Sister Sledge.
- 11 mars :  Ángel Parra, chanteur chilien.
- 17 mars :  Reijo Frank, chanteur finlandais.
- 18 mars :  Chuck Berry, guitariste, chanteur, auteur-compositeur américain.
- 26 mars :  Alessandro Alessandroni, musicien et compositeur italien.
- 1er avril :  Lonnie Brooks, chanteur et guitariste américain de blues.
- 11 avril :  Toby Smith, musicien britannique, ancien membre de Jamiroquai.
- 14 avril :
  -  Bruce Langhorne, guitariste américain de folk.
  -  Allan Holdsworth, guitariste britannique.
- 8 mai :  Dave Pell, saxophoniste américain de jazz.
- 9 mai :  Robert Miles, musicien et DJ italien.
- 14 mai :  Tom McClung, pianiste et compositeur américain de jazz.
- 17 mai :  Frankie Paul, musicien et chanteur jamaïcain de reggae.
- 18 mai :  Chris Cornell, musicien américain de rock, membre de Soundgarden.
- 22 mai :
  -  Mickey Roker, batteur américain de jazz.
  -  Zbigniew Wodecki, musicien polonais.
- 27 mai :  Gregg Allman, chanteur américain de rock et de blues.
- 28 mai :  Marcus Intalex, DJ anglais et producteur de musique électronique.
- 6 juin :  Sandra Reemer, chanteuse néerlandaise.
- 8 juin :  Ernesto Puentes, musicien cubain.
- 11 juin :  Rosalie Sorrels, chanteuse et guitariste américaine, auteur-compositeur de musique folk.
- 20 juin :  Prodigy, rappeur américain, membre de Mobb Deep.
- 27 juin :  Geri Allen, pianiste américaine de jazz.
- 4 juillet :  John Blackwell, batteur américain de funk et de jazz.
- 8 juillet :  Seiji Yokoyama, compositeur japonais.
- 13 juillet :  Ina-Maria Federowski, chanteuse allemande.
- 16 juillet :
  -  Régis Gizavo, chanteur et accordéoniste malgache.
  -  Wilfried Scheutz, chanteur autrichien.
- 19 juillet :  Barbara Weldens, chanteuse française.
- 20 juillet :
  -  Chester Bennington, chanteur du groupe Linkin Park.
  -  Andrea Jürgens, chanteuse allemande.
- 22 juillet :  Polo Hofer, chanteur et musicien suisse.
- 29 juillet :  Charley Marouani, impresario et producteur de musique français.
- 31 juillet :
  -  Chuck Loeb, guitariste américain de jazz.
  -  Jeanne Moreau, chanteuse et actrice française.
- 2 août :  Daniel Licht, compositeur américain.
- 8 août :
  -  Zelim Bakaev, chanteur russe.
  -  Glen Campbell, chanteur et musicien américain de musique country.
- 13 août :  Simon Carpentier, chanteur et musicien, membre de Her.
- 18 août :  Sonny Burgess, guitariste américain, chanteur de rock 'n' roll, rockabilly et de country.
- 22 août :  John Abercrombie, guitariste américain de jazz.
- 28 août :  Vincent « Twistos » Lemoine, guitariste du groupe français Elmer Food Beat.
- 3 septembre :  Walter Becker, guitariste américain.
- 5 septembre :  Holger Czukay, musicien allemand.
- 8 septembre :  Don Williams, auteur-compositeur-interprète américain de musique country.
- 12 septembre :
  -  Frank Capp, batteur américain de jazz.
  -  Riem de Wolff, chanteur néerlandais.
- 14 septembre :  Grant Hart, chanteur et batteur américain.
- 16 septembre :  Jacky Micaelli, chanteuse française.
- 22 septembre :  Mike Carr, musicien de jazz britannique.
- 23 septembre :  Charles Bradley, chanteur américain de blues/soul.
- 24 septembre :  Washington Benavides, poète et musicien uruguayen.
- 25 septembre :  Gérard Palaprat, auteur-compositeur-interprète français.
- 27 septembre :  Joy Fleming, chanteuse allemande.
- 2 octobre :  Tom Petty, chanteur et guitariste américain de rock.
- 8 octobre :  Grady Tate, batteur et chanteur américain de jazz.
- 15 octobre :  Alain Meilland, chanteur, comédien et metteur en scène français.
- 17 octobre :  Gord Downie, chanteur, musicien et écrivain canadien.
- 22 octobre :
  -  Scott Putesky, musicien américain.
  -   George Young, musicien australien de rock.
- 24 octobre :  Fats Domino, chanteur et musicien américain de rock.
- 29 octobre :  Muhal Richard Abrams, pianiste américain de jazz.
- 30 octobre :  Daniel Viglietti, chanteur, compositeur et guitariste uruguayen.
- 15 novembre :
  -   Luis Bacalov, compositeur italo-argentin de musiques de films.
  -  Lil Peep, rappeur américain.
- 18 novembre :
  -   Malcolm Young, musicien australien d'origine écossaise.
  -  Ben Riley, batteur américain de jazz.
- 22 novembre :  Jon Hendricks, chanteur et compositeur américain de jazz.
- 5 décembre :  Johnny Hallyday, chanteur français.
- 7 décembre :  Sunny Murray, batteur américain de jazz.
- 17 décembre :  Kevin Mahogany, chanteur américain de jazz.
- 18 décembre :  Kim Jong-Hyun, chanteur sud-coréen de k-pop.
- 21 décembre :  Roswell Rudd, tromboniste et compositeur américain de jazz.